# Hamadryas lindmani
Hamadryas lindmani är en fjärilsart som beskrevs av Felix Bryk 1953. Hamadryas lindmani ingår i släktet Hamadryas och familjen praktfjärilar. Inga underarter finns listade i Catalogue of Life.